# Xylocampa italica
Xylocampa italica là một loài bướm đêm trong họ Noctuidae.